# Гран-премио Венесуэлы
Гран-премио Венесуэлы (исп. Gran Premio de Venezuela) — шоссейная однодневная велогонка, прошедшая по территории Венесуэлы в 2016 году.

## История
Гонка прошла единственный раз в середине мая 2016 года в рамках Женского мирового шоссейного календаря UCI на основании которого проводилось распределение квот для женкой шоссейной гонки на предстоящих Олимпийских играх 2016 года в Рио-де-Жанейро.
Она была проведена после Кубка ФВВ и Классики ФВВ и накануне Гран-при Венесуэлы.
Маршрут гонки был проложен в городе Сан-Фелипе (штат Яракуй) по Авеню Либертадор. Он представлял собой круг протяжённостью 4,9 км который преодолевали 15 раз. Общая протяжённость дистанции составила 73,5 км.
Победительницей стала чилийка Паола Муньос.

## Призёры
| Год  | Победитель   | Второй              | Третий         |
| ---- | ------------ | ------------------- | -------------- |
| 2016 | Паола Муньос | Клемильда Фернандеш | Дженифер Сезар |